# Неизданное
«Неизданное» (також «Vera Serduchka Best») — перша музична збірка Андрія Данилка в образі Вєрки Сердючки, реліз якої відбувся в червні 2002 року на лейблах NAC і Mamamusic в Украіні. Альбом не отримав великої популярності.

## Контент
На першій частині альбому представлені пісні, які вже випускалися в мініальбомі 1998 року «Я рождена для любви» і максі-синглі 2001 року «Pirozhok». Друга частина альбому містить пісні з комедійних шоу «Я — Революція!» і «Титанік».
Також на альбомі з'явилися нові пісні: «Гоп-гоп» і «Вера + Миша», остання була записана в дуеті з Михайлом Поплавським.
Більшість пісень пізніше були перезаписані і випущені на першому студійному альбомі Сердючки «Ха-ра-шо!» (2003).

## Список пісень
| Том 1 | Том 1                         | Том 1          | Том 1                    | Том 1      |
| #     | Назва                         | Автор          | Продюсер                 | Тривалість |
| ----- | ----------------------------- | -------------- | ------------------------ | ---------- |
| 1.    | «Гоп-гоп»                     | Андрій Данилко | Данилко Жан Болотов      | 4:03       |
| 2.    | «Я рождена для любви»         | Данилко        | Данилко Болотов          | 5:26       |
| 3.    | «Пирожок»                     | Данилко        | Данилко Болотов          | 3:41       |
| 4.    | «Девочки»                     | Данилко        | Данилко Болотов          | 5:06       |
| 5.    | «Ты уволен»                   | Данилко        | Данилко Руслан Квінта    | 5:28       |
| 6.    | «Ваза и пион»                 | Данилко        | Данилко Болотов          | 4:27       |
| 7.    | «Солнце и луна»               | Данилко        | Данилко Геннадій Крупник | 4:45       |
| 8.    | «А я у гай ходила…»           | Данилко        | Данилко Андрій Цистанов  | 2:27       |
| 9.    | «Люта бджілка»                | Данилко        | Данилко Болотов          | 3:51       |
| 10.   | «Абрикосы» (Концертна версія) | Данилко        | Данилко Болотов          | 4:29       |

| Том 2 | Том 2                                       | Том 2                    | Том 2                     | Том 2      |
| #     | Назва                                       | Автор                    | Продюсер                  | Тривалість |
| ----- | ------------------------------------------- | ------------------------ | ------------------------- | ---------- |
| 11.   | «Контролер»                                 | Данилко Аркадій Гарцман  | Данилко Болотов           | 3:41       |
| 12.   | «А метель метёт белая»                      | Данилко                  | Данилко Болотов           | 4:34       |
| 13.   | «Вишенка» («Я — Революція!»)                | Данилко                  | Данилко Болотов           | 3:23       |
| 14.   | «Хера-махера» («Титанік»)                   | Данилко                  | Данилко Болотов           | 5:36       |
| 15.   | «Я — Революція!» («Я — Революція!»)         | Данилко Наталія Шумакова | Данилко Болотов           | 2:50       |
| 16.   | «Вера + Миша» (дует з Михайлом Поплавським) | Данилко Гарцман          | Данилко Володимир Бебешко | 4:45       |
| 17.   | «Абрикосы» (1-ша версія)                    | Данилко                  | Данилко Болотов           | 4:14       |
| 18.   | «Я рождена для любви» (1-ша версія)         | Данилко                  | Данилко Бебешко           | 4:49       |
| 19.   | «Люта бджілка» (Piano Version. Live Sound)  | Данилко                  | Данилко Болотов           | 2:44       |
| 20.   | «Ты уволен» (Piano Version. Live Sound)     | Данилко                  | Данилко Болотов           | 2:54       |
| 83:17 |                                             |                          |                           |            |